# Винифред Еџертон Мерил
Винифред Еџертон Мерил (Рипон (Висконсин), 24. септембар 1862 – 6. септембар 1951) била је прва жена која је дипломирала на Универзитету Колумбија и прва Американка која је докторирала математику. Добила је докторску титулу са високим почастима на Универзитету Колумбија 1886. године, једногласно гласањем управног одбора, након што је једном одбијена.

## Младост и образовање
Винифред Харинг Еџертон је рођена у Рипону, у Висконсину, 24. септембра 1862. године. Била је једина ћерка Кларе и Емета Еџертона, који су очигледно били довољно добростојећи да јој саграде малу кућну опсерваторију. Дипломирала је на Велсли колеџу 1883. и једно време предавала у школи Силвануса Рида. Наставила је своје интересовање за астрономију тако што је самостално користила податке са Харвардске опсерваторије за израчунавање орбите Понс-Бруксове комете из 1883. Затим је апеловала на Универзитет Колумбија за дозволу да користи њихов телескоп. Дана 4. фебруара 1884. чланови управног одбора су се сложили, сматрајући је „изузетним случајем” и упозоравајући је „да не омета ученике”. Била је обавезна да ради као лабораторијски асистент директора опсерваторије.
Студирала је математику и астрономију на Колумбији, која је у то време била искључиво мушка институција. Њени наставници су били професор Џон Кром Рис, професор Џ. Хауард Ван Амринг и професор Вилијам Гај Пек. Након што су њену прву молбу да добије диплому одбили повереници, председник Фредерик А.П. Барнард јој је саветовао да разговара са сваким од повереника појединачно. На следећем састанку, једногласно је награђена високим почастима на Универзитету Колумбија 1886. године. Њена теза је била "Вишеструки интеграли и њихова геометријска интерпретација картезијанске геометрије, у трилинеарима и трипланарима, у тангенцијалима, у кватернионима и у модерној геометрији; њихове аналитичке интерпретације у теорији једначина, коришћењем детерминанти, инваријанти и коваријанти као инструмената за инвестицију".
Године 1886. Винифред Еџертон '83 је дипломирала математику на Колумбији, прва Велслијева студенткиња која је добила ту диплому, а вероватно и прва жена у земљи која је дипломирала математику. У то време смо били веома импресионирани и задовољни што смо сазнали за резултате напора неких људи из Колумбије да отежају ствари овом непожељном ученику. Замолили су свог професора да користи најтежи могући текст у њиховом курсу из Небеске механике. Одабрана је књига Џејмса Крејга Вотсона (Небеска механика), коју је разред госпођице Хејз, укључујући Винифред Еџертон, користио у Велслију.
Мери Вилијамс пише да је „додељивање ове дипломе било изванредан догађај за промовисање Колумбије 1886. Када јој је уручена диплома, према новинским извештајима, уследио је "страшан аплауз који су галантни студенти у кући одржавали пуна два минута."

## Каријера
Винифред је неколико година након што је дипломирала на Колумбији предавала математику на разним институцијама. Понуђена јој је позиција професора математике на Велсли колеџу, али је одбила, због планова да се уда за Фредерика Мерила 1887. Мерил, такође дипломац Колумбије (1885; докторат, 1890), постао је геолог државе Њујорк (1899–1904) и директор Државног музеја Њујорка. Имали су четворо деце.
Мерил је такође била члан комитета који је поднео петицију Универзитету Колумбија да оснује Барнард колеџ 1889. Постала је прва секуларна институција у Њујорку која је женама додељивала диплому либералних уметности.
1906. Винифред Еџертон Мерил је основала Оуксмер школу за девојке и водила је до 1928. године, када се  преселила у Њујорк.
Школа је прво била у Њу Рошелу, али се убрзо преселила на њено имање у Мамаронеку на Лонг Ајленду. Отворила је филијалу у Паризу, Оуксмер у иностранству, 1912. Такође је помогла у финансирању америчког тима који је учествовао на Светским женским играма 1922, првом међународном митингу за жене, који је одржан у Паризу 1922.
Објављивала је и говорила о образовању и била је повереник Велсли колеџа. Године 1919. објавила је систем за „превођење” потписа у музику. Касније у животу (1948–1951), Винифред је радила као библиотекарка у хотелу Барбизон у Њујорку.
На педесету годишњицу њеног дипломирања на Велслију, Колумбији је представљен портрет Винифред Еџертон Мерил који сада виси у једној од академских зграда са натписом: „Она је отворила врата“.